# 型式承認
型式承認（かたしきしょうにん）とは、予備品証明対象部品を国内で製造して使用する場合、その基本設計が強度･構造･性能について、安全性基準を満たしていることを国土交通大臣が証明する制度である。

## 概要
国内で製造され使用される予備品証明対象部品の基本設計が、強度･構造･性能について航空法第10条第4項第1号の安全性基準に適合していると検査で認めた場合、型式承認認定検査合格書が交付される。それを耐空証明を有している航空機に取付ける場合にはさらに耐空証明・修理改造検査・予備品証明を受けなければならない。また、航空機に搭載される救急用具の中で、性能及び構造について国土交通大臣の検査を受けて合格したものでなければ使用できない救急用具を特定救急用具と言うが、その型式について国土交通大臣の承認を受けた特定救急用具は国土交通大臣の検査を受ける必要はない、これを特定救急用具型式承認と言う